# Tina Mabry
Tina Mabry (geboren am 9. Februar 1978 in Tupelo, Mississippi) ist eine US-amerikanische Filmregisseurin, Drehbuchautorin und Produzentin.

## Leben und Werk
Mabry studierte an der University of Southern California, wo sie 2005 mit dem Masters of Fine Arts in Cinema and Television abschloss. Sie begann ihre Filmkarriere im Jahr 2005 mit ihrem Kurzfilm Brooklyn's Bridge to Jordan. 2007 schrieb sie gemeinsam mit Abigail Shafran das Drehbuch für den Film Itty Bitty Titty Committee, der von Jamie Babbit inszeniert und bei den 57. Internationalen Filmfestspielen Berlin uraufgeführt wurde.
Nach der Veröffentlichung ihres ersten Spielfilms Mississippi Damned (2009), bei dem sie sowohl als Drehbuchautorin, als auch als Regisseurin tätig war, wurde sie vom Filmmaker Magazine zu einem der „25 New Faces of Indie Film“ und vom Advocate Magazine zu einem der „Top Forty Under 40“ ernannt. Der Film wurde vielfach auf Festivals gezeigt und erhielt zahlreiche Auszeichnungen.
Seit 2012 ist sie für verschiedene Fernsehformate als Drehbuchschreiberin, Regisseurin (u. a. für Dear White People, Pose, Grand Army, The Politician) und Produzentin (u. a. Queen Sugar, Queen of the South, Proven Innocent) tätig.

## Filmografie
- 2005: Brooklyn's Bridge to Jordan (Kurzfilm)
- 2009: Mississippi Damned
- 2016: An American Girl Story: Melody 1963 – Love Has to Win
- 2019: Beast Mode

## Auszeichnungen für „Mississippi Damned“ (Auswahl)
- Gold Hugo for Best Film beim 45th Chicago International Film Festival[6]
- Grand Jury Award for Outstanding Dramatic Feature beim 27th Los Angeles Gay and Lesbian Film Festival Outfest[7]
- Best Narrative Feature beim 13th Annual American Black Film Festival[8]